# Karin Obholzer

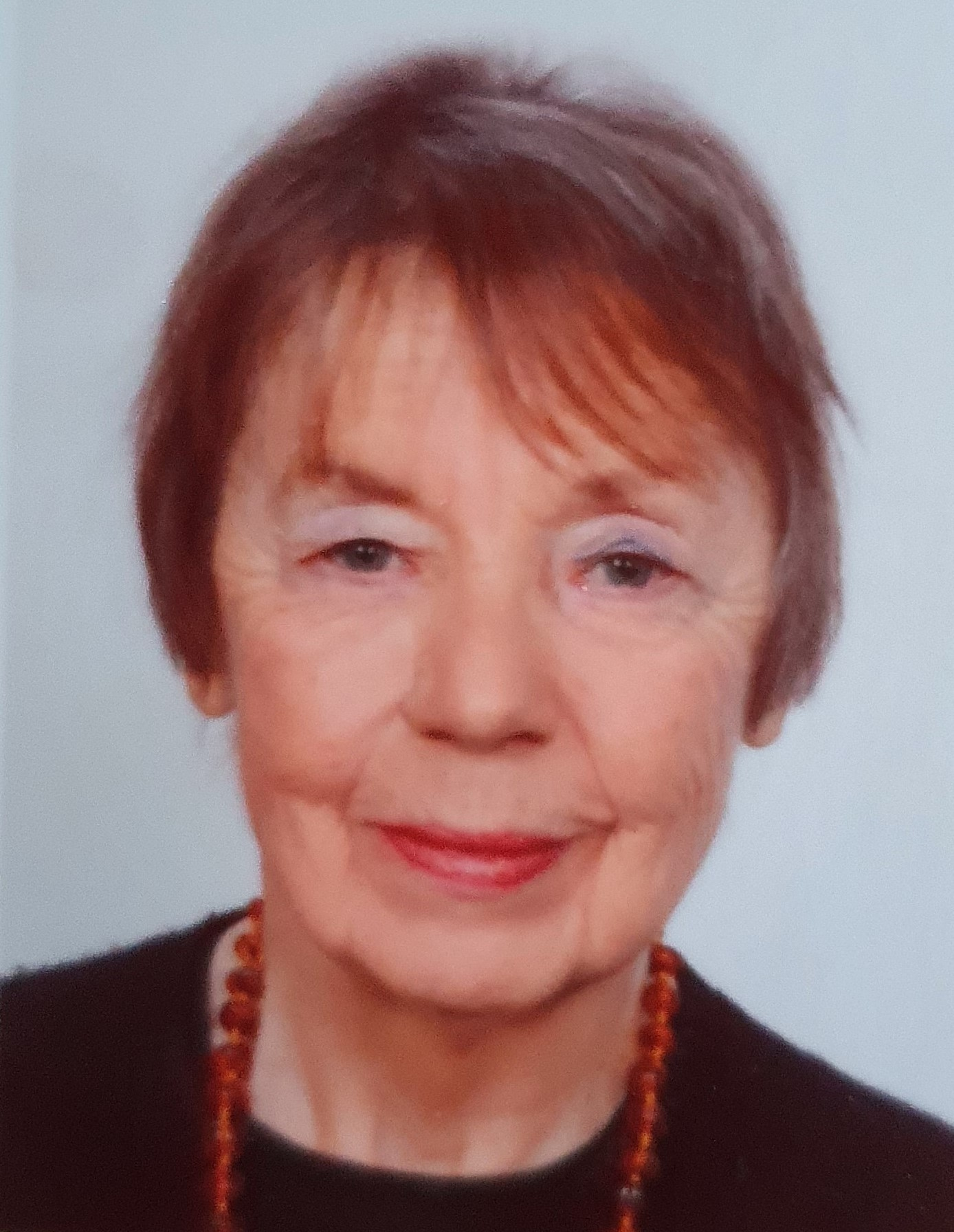
Karin Obholzer 2019

Karin Obholzer (12. Juni 1943 in Wien – 4. August 2021 ebenda) war eine österreichische Journalistin und Autorin.

## Leben
Karin Obholzer studierte in Wien Philosophie und Psychologie und verfasste 1969 ihre Dissertation über Die Problematik des Bösen: aufgezeigt anhand der deutschen klassischen Philosophie. Einige Jahre lang arbeitete sie als Reporterin und Redakteurin bei der Wiener Arbeiterzeitung. Ihre Anliegen waren sozialkritische Fragen in den Bereichen Psychiatrie und Psychologie. Ihre Arbeit wurde 1973 mit dem österreichischen Staatspreis für journalistische Leistungen im Interesse der Jugend ausgezeichnet. Von 1977 bis zu ihrem Tod lebte sie als freie Schriftstellerin in Wien.
Als junge Journalistin machte sie den sehr zurückgezogen in Wien lebenden Sergius Pankejeff ausfindig, den als „Wolfsmann“ bekannt gewordenen Patienten Sigmund Freuds. Mit ihm führte sie zahlreiche Interviews, die sie nach seinem Tode 1979 in dem Buch Gespräche mit dem Wolfsmann. Eine Psychoanalyse und die Folgen veröffentlichte. Das Buch wurde in mehrere Sprachen übersetzt.

## Schriften
- Gespräche mit dem Wolfsmann. Eine Psychoanalyse und die Folgen. Rowohlt, 1980, ISBN 978-3-498-05005-4.
- Wien, Ballhausplatz. Tagebücher 2000–2007. Pro Business, 2014, ISBN 978-3-86386-672-3.